# Middle Men
Middle Men ist eine US-amerikanische Tragikomödie aus dem Jahr 2009 des Regisseurs George Gallo. Die Hauptrollen spielten Luke Wilson, Giovanni Ribisi, Gabriel Macht und James Caan.
Der zum Teil auf wahren Ereignissen aus dem Leben des ePassporte-Gründers Christopher Mallick basierende Film erzählt die Geschichte der Pornografie im Internet. Mallick fungierte auch als einer der Produzenten des Films.

## Handlung
Der Geschäftsmann Jack Harris begibt sich zu einem Treffen mit russischen Gangstern, bei dem er mehrere Millionen US-Dollar gegen ein entführtes Kind tauschen will. Während der Fahrt fragt er sich, wie es „so weit kommen konnte“ und was ihn in diese Situation gebracht hat. Im Rückblick erzählt Harris seine Geschichte.
Im Jahr 1997 leben die arbeitslosen Tüftler Wayne Beering und Buck Dolby in einem heruntergekommenen Apartment in Los Angeles. Beide haben nach Exzessen durch ihre Drogenabhängigkeit ihre Jobs als Tierarzt bzw. Wissenschaftler bei der NASA verloren. Beering ärgert sich, dass er im Internet keinerlei vernünftigen pornografischen Fotos oder Videos finden kann. Nach einem handfesten Streit beschließen sie kurzerhand einige Fotos ins Netz zu stellen und diese Internetpornografie kostenpflichtig als Service anzubieten. Das fehlende Programm zur sicheren Abrechnung mit Kreditkarten programmiert Dolby in kurzer Zeit einfach selbst.
Zur gleichen Zeit fliegt Harris nach LA, wo er einen verunfallten Freund mit der Weiterführung seines Nachtclubs unterstützt. Er möchte seine Familie in Houston eigentlich nicht verlassen und übernimmt den Job zunächst nur kurzfristig aus Geldgründen.
Währenddessen erweist sich die Pornoseite von Beering und Dolby als wahre Goldgrube. Sie verkaufen nach kurzer Anlaufzeit zahlreiche Abonnements für 9,99 US-Dollar und verdienen in wenigen Tagen ein Vermögen. Allerdings häufen sich auch erste Beschwerden der Abonnenten, dass nicht ausreichend neues Material zur Verfügung gestellt wird. Die beiden besuchen daraufhin einen von der Russenmafia betriebenen Stripclub und gehen eine Abmachung mit deren Chef Nikita Sokoloff ein. Sie erhalten Videos der Stripperinnen und liefern im Gegenzug lebenslang 25 % ihrer Einnahmen an die Russen. Mit dem neuen Material steigen die Abonnentenzahlen rapide an, wodurch die beiden bald 25.000 US-Dollar pro Tag verdienen. Beering und Dolby fahren nach Las Vegas und feiern dort ihren Triumph.
Harris lernt nach der erfolgreichen Sanierung des Nachtclubs den Anwalt Jerry Haggerty kennen. Dieser lädt ihn nach Las Vegas ein und stellt ihm dort die beiden Pornoproduzenten vor. Diese haben Harris Problemlösungskompetenz dringend nötig. Nachdem sie im Drogenrausch mehrere Nächte in einem Hotel in Las Vegas gefeiert hatten, vergaßen sie die Bezahlung ihrer russischen Geschäftspartner und wurden von diesen verprügelt und mit dem Tod bedroht. Harris möchte mit der Pornoindustrie nichts zu tun haben, wird aber von Haggerty überzeugt, dass er ja kein Pornoproduzent sei, sondern ein klassischer Unternehmer.
Harris lernt Beering und Dolby kennen und vereinbart, dass sie ein Unternehmen gründen. Dabei sollen sie keine eigenen Pornografie produzieren, sondern sind lediglich die Mittelsmänner für die diskrete Abrechnung. Dazu wollen sie auf den Kreditkartenabrechnungen zum Schutz ihrer Kunden Unterhaltungsangebote ausweisen. Harris vertraut Haggerty jedoch nicht und bezahlt ihn noch vor dem Start der Aktion aus.
Derweil wollen die Russen ihr bislang nicht erhaltenes Geld vollständig ausbezahlt haben. Die drei erhalten Besuch von Sokoloffs Cousin Ivan. Bei der Geldübergabe bedroht dieser Harris’ Sohn Michael. Harris Türsteherfreund James will den Russen für die Drohung bestrafen und schlägt ihn ins Gesicht. Obwohl der Schlag nicht besonders hart war, blutet Ivan kurz darauf aus dem Ohr, bricht über einem Glastisch zusammen und stirbt. In Panik versenken sie die Leiche auf dem Meer. Harris verpflichtet Beering und Dolby sowie die beteiligten Türsteher zur Schweigsamkeit.
Bei einem Besuch in Houston erzählt Harris seiner Frau Diana von seinem neuen Unternehmen. Sie will mit diesem Geschäft nichts zu tun haben. In Vegas wird Harris von Nikita Sokoloff am Flughafen abgeholt, der ihn zum Verschwinden seines Cousins befragt. Harris bleibt bei seiner Version, dass dieser das Haus mit den 450.000 US-Dollar verlassen habe. Sokoloff erzählt ihm, dass er nur 200.000 US-Dollar geschuldet hätte. Nachdem es fast zu einem Schusswechsel mit Harris Türstehern gekommen wäre, einigt man sich auf eine monatliche Zahlung. Ivans Verschwinden wird nicht weiter diskutiert. Harris fürchtet jedoch, dass Beering und Dolby irgendwann über den Vorfall sprechen werden.
Harris entfremdet sich zusehends von seiner Frau, die sich nicht länger mit großzügigen Geschenken anstelle eines intakten Familienlebens zufriedengibt. Bei einer Veranstaltung der Pornoindustrie lernt Harris die Pornodarstellerin Audrey Dawns kennen und schläft mit ihr. Bei einem erneuten Aufeinandertreffen mit seiner Frau zeigt Harris kein Interesse an Sex. Diana erahnt sein Fremdgehen und will die Scheidung. Harris kehrt nach Vegas zurück und beginnt eine Beziehung mit Dawns, obwohl er seine Frau nach wie vor liebt.
Der Anwalt Haggerty hat Harris das Ausbooten aus dem Millionengeschäft nicht verziehen und plant derweil hinter dessen Rücken eine Intrige. Er stellt Beering und Dolby den zwielichtigen Programmierer Denny Z vor. Gemeinsam erstellen sie weitere Pornoseiten, an deren Gewinn Harris nicht länger beteiligt ist.
Bei einem Treffen auf der Pferderennbahn weist Sokoloff Harris darauf hin, dass er ziemlich dilettantisch von FBI-Agenten beschattet wird. Nebenbei erfährt Harris auch, dass Dawns früher in Sokoloffs Nachtclub als Stripperin gearbeitet hat und dass sie in ihrem ersten Pornounternehmen von Anwalt Haggerty um eine erhebliche Menge Geld geprellt wurde. Bislang war ihm nicht bekannt, dass es eine Verbindung von den Russen zu Haggerty gab. Harris erkennt nun, dass Ivan mit Haggerty zusammengearbeitet hat und dass dieser deshalb die 450.000 statt der 200.000 US-Dollar Schulden eintreiben wollte. Er konfrontiert Haggerty mit diesen Erkenntnissen. Der Anwalt unterstellt ihm den Mord an Ivan, was Harris bestreitet.
Die FBI-Agenten nehmen derweil Kontakt zu Dawns auf. Offensichtlich sind einige Terroristen große Fans ihrer Seite. Während des Einloggens kann ihr Aufenthaltsort identifiziert werden. Das FBI schlägt daher eine Partnerschaft vor. Zur gleichen Zeit entdecken Beering und Dolby, dass Denny Z auf einer Seite Sexvideos einer Minderjährigen anbietet und sie Gefahr laufen, wegen Verbreitens von Kinderpornografie angeklagt zu werden. Als sie im Büro ein Gespräch zwischen Harris und den FBI-Agenten beobachten, vermuten sie, dass sie bereits unter Beobachtung stehen und Harris mit den Behörden kooperiert. Tatsächlich spricht Harris jedoch wegen der Terroristenbekämpfung mit den Agenten.
Beering und Dolby ziehen Haggerty ins Vertrauen, der nun die Gelegenheit sieht, sich an Harris zu rächen. Nachdem Harris von Denny Zs Minderjährigen-Seite erfahren hat, schlägt er diesen auf einer Party und schießt ihm in den Fuß. Beim Verlassen des Hauses sieht er Dawns mit zwei männlichen Pornodarstellern. Bei ihrer Rückkehr wirft er sie aus dem Haus.
Das FBI hat währenddessen mit seiner Hilfe über 100 Terroristen lokalisiert und getötet. Zum Dank informiert ihn der FBI-Agent von den Untersuchungen bezüglich der Kinderpornografie und dass sie über den Mord an Ivan Sokoloff informiert sind, diesen aber nicht weiter verfolgen werden. Sokoloffs Männer brechen in Harris Houstoner Haus ein und entführen dort anstelle Michael Harris fälschlicherweise Alejandro, den Sohn der Haushälterin. Harris beschließt nun, diesen gegen eine erhebliche Summe Geld freizukaufen und dann endgültig aus dem Geschäft auszusteigen.
Bei der Übergabe muss Harris nicht nur das Geld übergeben, sondern wird auch gezwungen, von Haggerty vorgefertigte Verträge zur Übergabe des Unternehmens zu unterzeichnen. Er erinnert sich der Ermittlungen zur Kinderpornografie und bittet unter einem steuerlichen Vorwand darum, den Vertrag zurückzudatieren. Haggerty stimmt dem zu, da er davon ausgeht, dass die Kinderpornoseite abgeschaltet wurde und es keinen Unterschied macht. Nach der Unterzeichnung erschießt Sokoloff jedoch Haggerty, wodurch die Firma an ihn sowie Beering und Dolby übergeht. Jack kehrt mit dem Kind zu seiner Familie zurück.
Beering und Wayne werden vom FBI befragt und aufgrund der zurückdatierten Verträge in Haft genommen. Sie können den Großteil der Schuld jedoch Denny Z zuweisen und müssen lediglich 18 Monate einer 5-jährigen Haftstrafe absitzen. Sokoloff entzieht sich der Verhaftung und wird von den Behörden in Moskau vermutet. Dawns arbeitet weiterhin als Pornodarstellerin. Jack und Diana Harris lassen sich nicht scheiden und leben wieder zusammen.

## Hintergrund
Der Film floppte in den Vereinigten Staaten massiv und spielte bei einem Budget von über 20 Mio. US-Dollar nur 754.000 US-Dollar ein. Auch im Vereinigten Königreich wurde der Film kein großer Erfolg.
In Deutschland erschien der Film am 21. Juli 2011 als Direct-to-DVD/Blu-ray.

## Rezeption
Der Film erhielt durchschnittliche Kritiken. Die Film-Website Rotten Tomatoes weist eine Durchschnittswertung von 40 % aus. Der Film profitiere von soliden schauspielerischen Leistungen, insbesondere der von Luke Wilson, leide aber einem wirren Drehbuch.
Das Lexikon des internationalen Films beurteilte den Film ebenfalls mittelmäßig:

„Tragikomödie nach tatsächlichen Ereignissen, die an der Oberfläche bleibt und die Ausarbeitung der Charaktere vernachlässigt.“

Deutlich positiver fiel die Kritik der New York Post aus. Middle Men erreiche nicht ganz das Ziel, das Boogie Nights der Internetpornografie zu werden, sei jedoch dank guter Schauspieler und harter Dialoge amüsant und unterhaltsam. Trotz der komplexen und verwirrenden Rückblenden bewertete der Kritiker den Film mit 3 von 4 Sternen. Auch der Rolling Stone vergab eine gute Wertung und lobte Wilsons Schauspiel. Variety nannte den Film eine „unbestreitbar faszinierende“ Mischung aus Boogie Nights und Goodfellas mit deutlichen Reminiszenzen an das Werk Martin Scorseses.
Auch Cinema.de lobte Gallos „Mischung aus Biopic und Gangsterdrama“:

„Trotz einiger überladener Momente: Ansprechend und flott erzähltes Gangsterdrama um Scheinheiligkeit, Macht und die Gier nach dem ganz großen Geld.“